# Апайвонг, Куанг
Куанг Апайвонг (тайск. ควง อภัย วงศ์; 17 мая 1902, провинция Баттамбанг, Королевство Сиам — 15 марта 1968, Бангкок, Таиланд) — военный и государственный деятель Таиланда, трижды занимал пост премьер-министра (1944—1945, 1946 и 1947—1948).

## Биография
Родился в Баттамбанге (в настоящее время — территория Камбоджи), был сыном губернатора провинции. Род Апайвонга был кхмерского происхождения. Куанг учился в католическом колледже в Бангкоке, после чего уехал во Францию, где учился в Лионе в École Centrale, получив специальность инженера. По возвращении в Таиланд работал в телеграфной компании, где сделал карьеру, заняв в итоге пост директора. Женился на Лекхе Кунадилок, дочери основателя юридической фирмы Tilleke & Gibbins.
Во время Второй мировой войны Куангу Апайвонгу было присвоено звание майора, и он служил в личной охране короля Рамы VII. Был удостоен титула «Луанг» (аналог виконта в европейской системе титулов) и имени Ковит Апайвонг. Был министром транспорта и торговали в правительстве Пхахона Пхаюхасена и первом кабинете Пибунсонграма. После отставки Пибунсонграма был назначен премьер-министром 1 августа 1944 года, но уже 17 августа 1945 года был вынужден уйти в отставку, чтобы освободить место для новой администрации.
В 1945 году стал одним из основателей и первым руководителем Демократической партии Таиланда. На первых послевоенных парламентских выборах в январе 1946 года, когда политические партии в Сиаме были запрещены, сторонники Демократической партии, по неофициальным данным, получили 18 из 82 мест в парламенте (большинство — 57 мест — получили сторонники Приди Паномионга). Куанг Апайвонг 31 января 1946 года был вновь назначен премьер-министром, но его положение без поддержки большинства в парламенте было непрочным, и через 45 дней, 24 марта, из-за несогласия с резолюцией парламента он был отправлен в отставку, а премьером стал П.Паномионг.
В третий раз был назначен премьер-министром 10 ноября 1947 года, после государственного переворота, организованного Пибунсонграмом. Но из-за разногласий в кругах военных его вынудили уйти в отставку 8 апреля 1948 года, и премьер-министром вновь стал Пибунсонграм. После этого Куанг Апайвонг продолжал политическую деятельность в качестве лидера оппозиционной Демократической партии, но уже никогда не занимал постов в правительстве страны.